# 左鼎
左鼎（1409年—1458年），字周器，号立齐，江西吉安府永新縣怀忠镇岭上自然村人，民籍。明朝官员。進士出身。

## 生平
正統七年（1442年）壬戌科進士，次年都御史王文、吏部尚書王直考核選舉，授監察御史，左鼎初赴任南京，后改北京，巡按山西。之後改視察賑災山東、河南饑荒。景泰四年（1453年），上疏勸精簡官員，得到景帝讚賞。之後擔任廣東右參政。明英宗發動奪門之變后，召為左僉都御史。再過一年后去世。

## 家族
祖父左珏，字子杰。父亲左承基，字继良，赠御史。长兄左榖，字鲁藏。次兄左兰，字楚方。长子左冲。次子左游。